# Casino Ricordi
Il Casino Ricordi è un edificio storico di Milano situato in largo Ghiringhelli n. 1 a fianco della facciata del Teatro alla Scala. Ospita il Museo teatrale alla Scala.

## Storia
Costruito per ospitare i membri della Nobile Associazione dei Palchettisti durante le serate di spettacolo (per questo originariamente noto come Casino della Nobile Associazione, o più brevemente dei Nobili), era sede di ricevimenti e balli.
L'edificio fu affittato a partire dal 1850 all'editore Ricordi che qui manterrà la propria sede fino all'allestimento del Museo teatrale alla Scala, nel 1913.
Il primo Casino fu edificato su progetto di Giuseppe Piermarini contestualmente al “Nuovo Regio Ducal Teatro alla Scala”.
Nel 1821 fu deciso di costruire un nuovo Casino ed il progetto presentato nel 1824 da Giacomo Tazzini. Nel novembre 2016, al termine dei lavori di riqualificazione di Largo Ghiringhelli, una statua di Giulio Ricordi, opera di Luigi Secchi commissionata da amici e dipendenti di Casa Ricordi nel 1922, è stata collocata davanti all'edificio.